# Tyrkisk Superliga i håndbold (mænd)
Tyrkisk Superliga i håndbold er kvindernes toprække i håndbold i Tyrkiet.
De forsvarende mestre er Beşiktaş, fra Istanbul.